# Деніел Мейтенс старший
Деніел Мейтенс старший (англ. Daniel Mytens the Elder; 1590, Делфт — 1648, Гаага) — нідерландський художник-портретист, котрий тривалий час працював у Англії.

## Ранні роки
Деніел Мейтенс старший належав до родини ремісників і художників Мейтенс, що  мала фламандське походження. Ремісником був Девід Мейтенс, котрий виготовляв сідла для вершників. Девід Мейтенс мешкав у місті Гаага і був старшим братом художників Деніела Мейтенса старшого та Ісаака Мейтенса.
Деніел Мейтенс здобув художню освіту у місті Гаага, хоча народився у місті Делфт. Ранній період життя майбутнього портетиста відомий недостатньо, за припущеннями він працював підмайстром у майстерні Міхеля ван Міревельта (Michiel Jansz. van Mierevelt, 1566 - 27 июня 1641).

## Праця у Лондоні

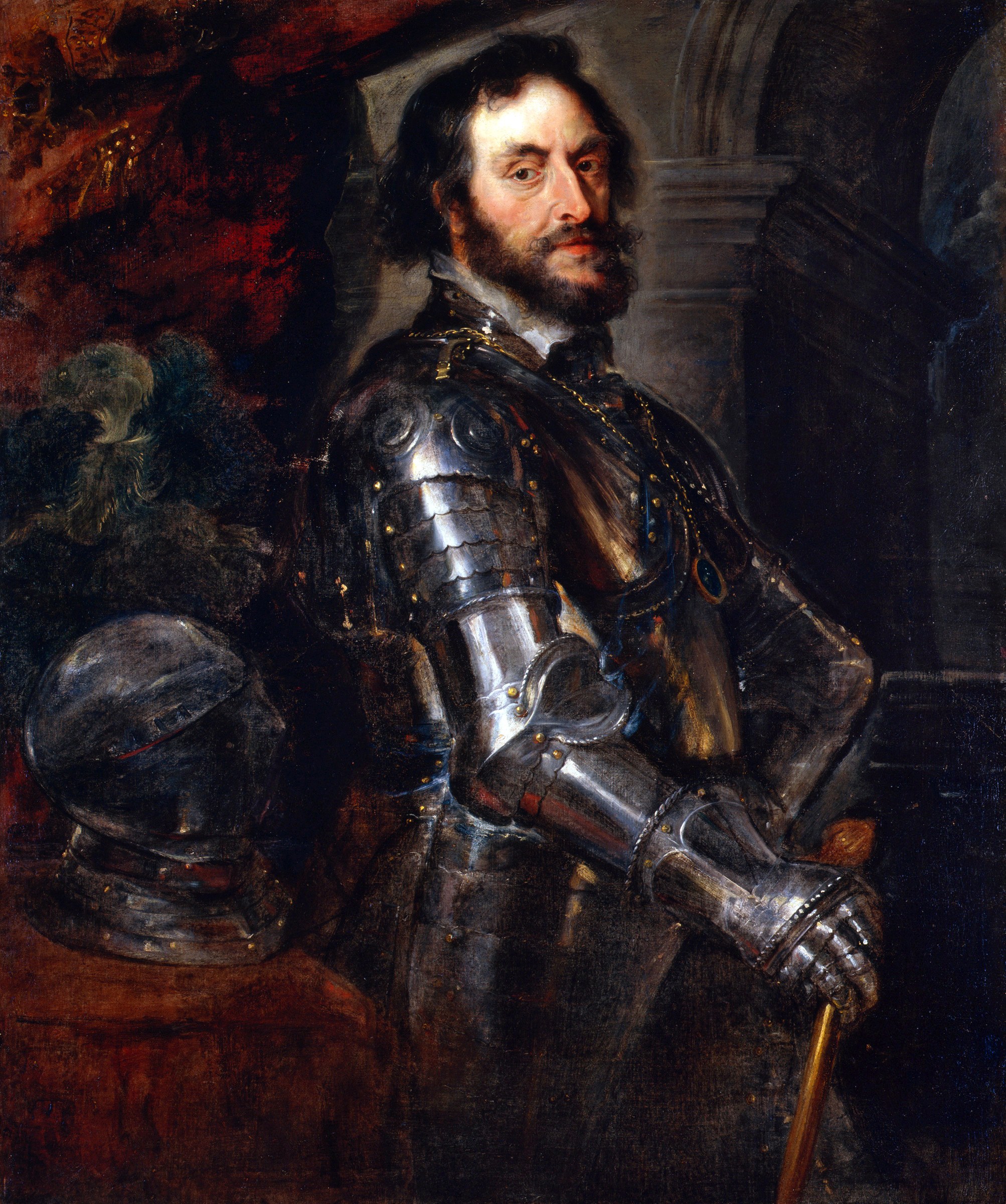
Пітер Пауль Рубенс. «Томас Говард, граф Арунель», бл. 1630 р., музей Гарднер, Бостон, США.

1618 року він перебрався на працю у Лондон, де привічали портретистів з континента. Його першим меценатом і покровителем став Томас Говард, 21-й граф Арундель. Томас Говард був католиком у протестантському оточенні і привітно ставився до художників-фламандців, котрі теж були католиками. Відомо, що він привітно ставився і до Пітера Пауля Рубенса, католика за віросповідуванням, коли той прибув із дипломатичним візитом до Лондона. Наслідком зустрічі нешляхетного тоді художника-католика і графа був рідкісної значущості парадний портрет Томаса Говарда, один з найкращих портретів доби англійського бароко і бароко західноєвропейського.
У портреті графа Арунделя Пітер Пауль Рубенс наважився героїзувати образ Томаса Говарда, чого не робили в той час у Британії навіть для королівських портретів, де могли бути значущість, елегантність, витонченість, підкреслення пільгового стану і багатства, але не героїка. Рубенс подав графа як уособлення найкращих рис аристократа і лицаря у найкращому їх розумінні.

## Лондонська майстерня портретиста Деніела Мейтенса

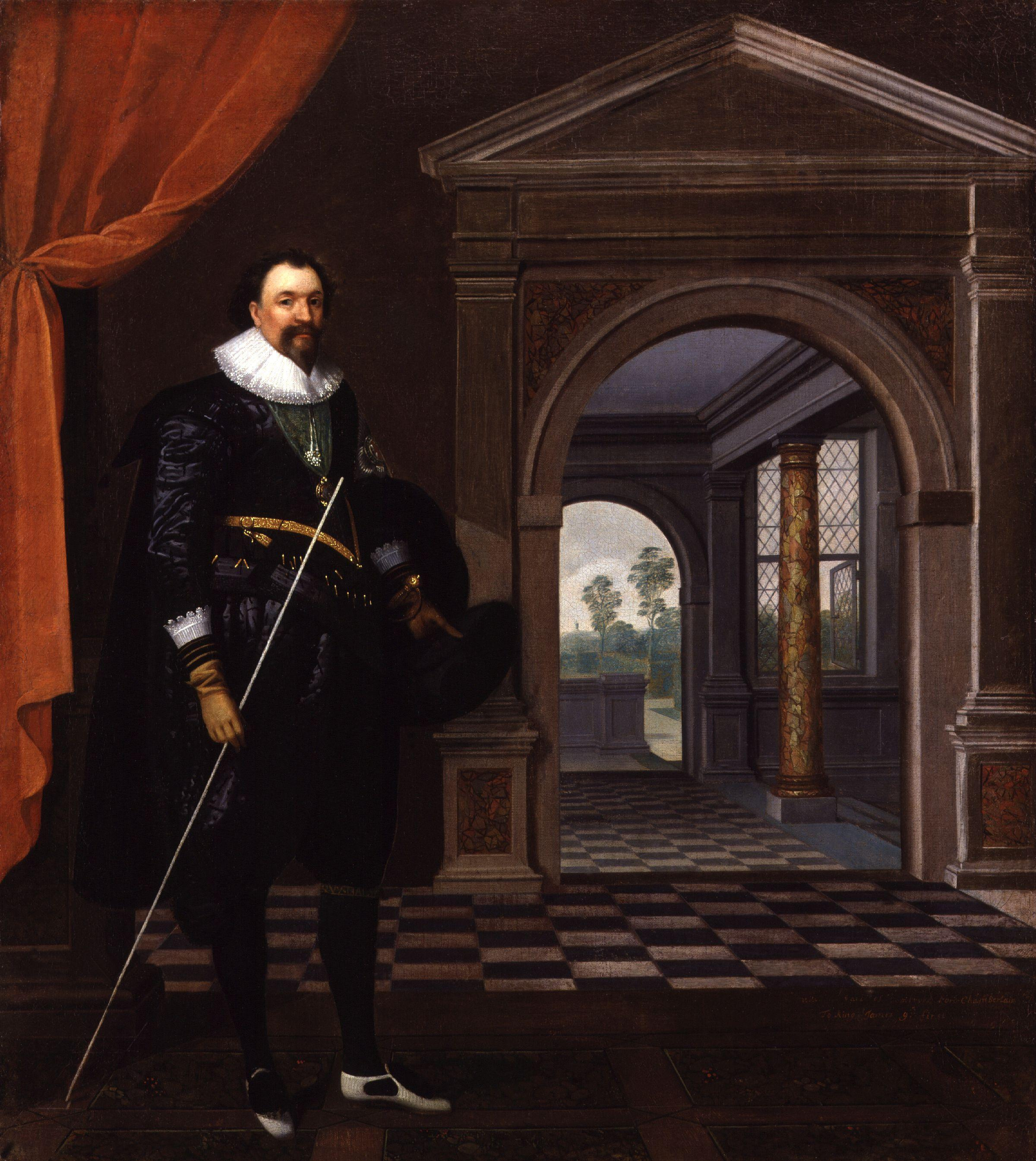
Деніел Мейтенс старший. «Вільям Герберт, третій граф Пембрук»

Деніел Мейтенс був спокійного темперамента і портрети його роботи були далекі від динаміки чи бравури барокових портретів італійського чи фламандського зразка. Портрети виходили спокійні і точні, реалістичні. з точним відтворенням розкішного одягу аристократів на придворних,чим і подобались.
Після портретування графа Арунделя та його дружини (що мало присмак іспиту новоприбулого портретиста) він отримав замови на портрети від королівської родини. Серед перших творів цього періоду — парадні портрети короля Якова І Стюарта та його сина і спадкоємця престолу, принца Карла. Портрети сподобались і Деніел Мейтенс старший отримав посаду придворного портретиста.
Коли Карл змужнів і посів престол померлого батька, він підтвердив 1625 року статус придворного портетиста для Деніела Мейтенса.
Аналіз творів Деніела Мейтенса лондонського періоду довів, що художник широко користувався допомогою помічників, тому якість портретів його і його майстрерні розійшлися. Твори майстерні були застиглі і ніжче за якістю, ніж твори самого майстра. Так, він робив також копії з уславлених картин художників попередників. Серед цих копій картина Тиціана «Венера».
Пошуки талановитих художників у Фландрії не припинялися і згодом до Лондона заманили фламандця Антоніса ван Дейка, одного з найкращих представників аристократичного мистецтва Фландрії. Антоніс ван Дейк справив таке приємне враження на королівський двір, що художня кар'єра Деніела Мейтенса похитнулася. Невдовзі Антоніс ван Дейк отримав посаду придворного художника, а Деніел Мейтенс фактично програв у конкурентній боротьбі. Він прийняв неприємне рішення покинути обжитий Лондон і повернувся на батьківщину.

## Гаага, останні роки
Була своя логіка в тому, що Деніел Мейтенс старший, представник і служка аристократичного мистецтва, оселився у місті Гаага, центрі аристократичного ж мистецтва Північних Нідерландів, а не у Амстердамі, тихому Утрехті чи університетському Лейдені.
Є відомості, що він мало займався живописом у останні роки, а займався бізнесом і торгував картинами інших майстрів. Гаага стане і місцем його смерті.

## Обрані твори (галерея)

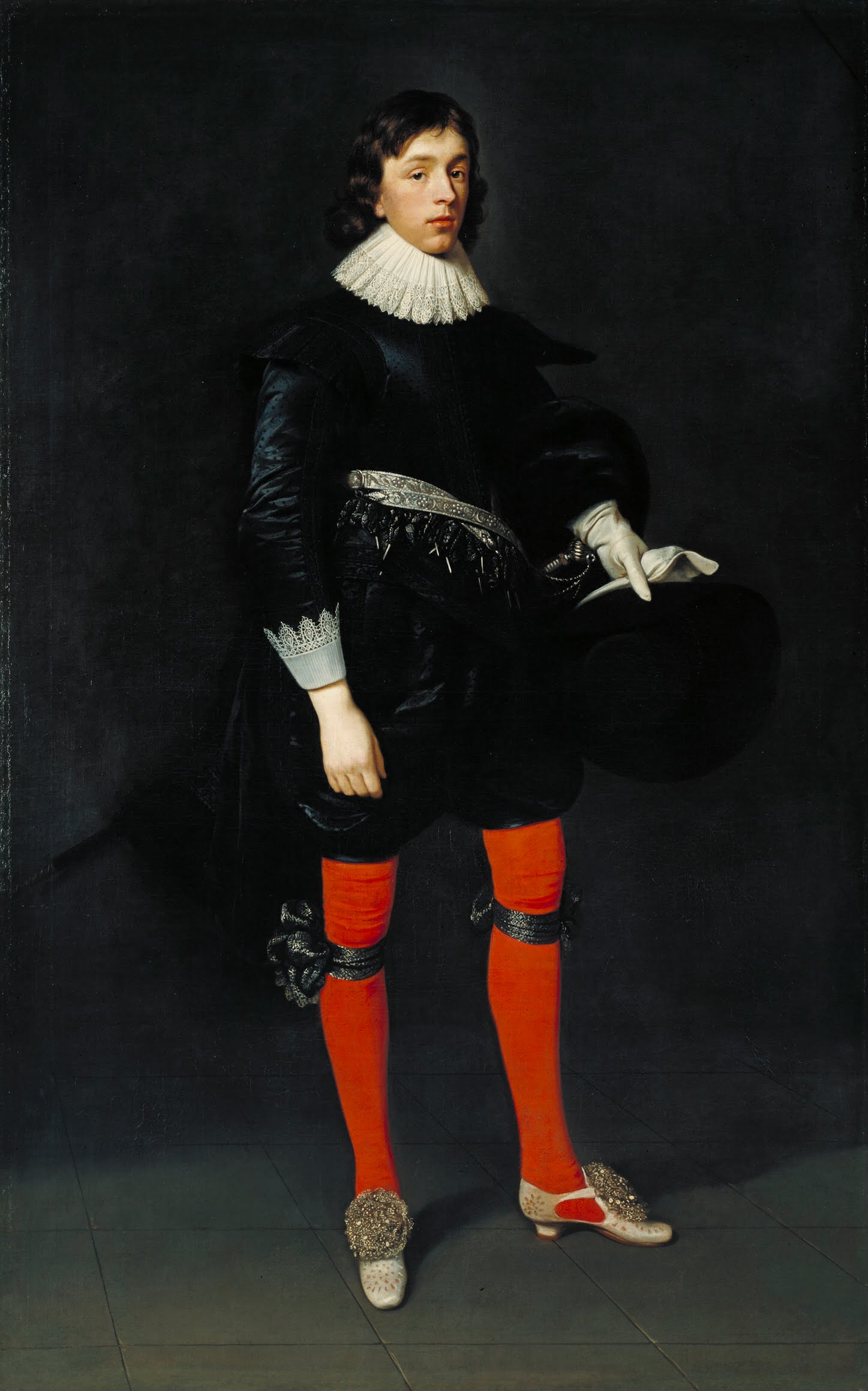
Деніел Мейтенс старший. «Джеймс Гамільтон, лорд Арран у віці 17 років», 1623 рік. Галерея ТейтДеніел Мейтенс старший. «

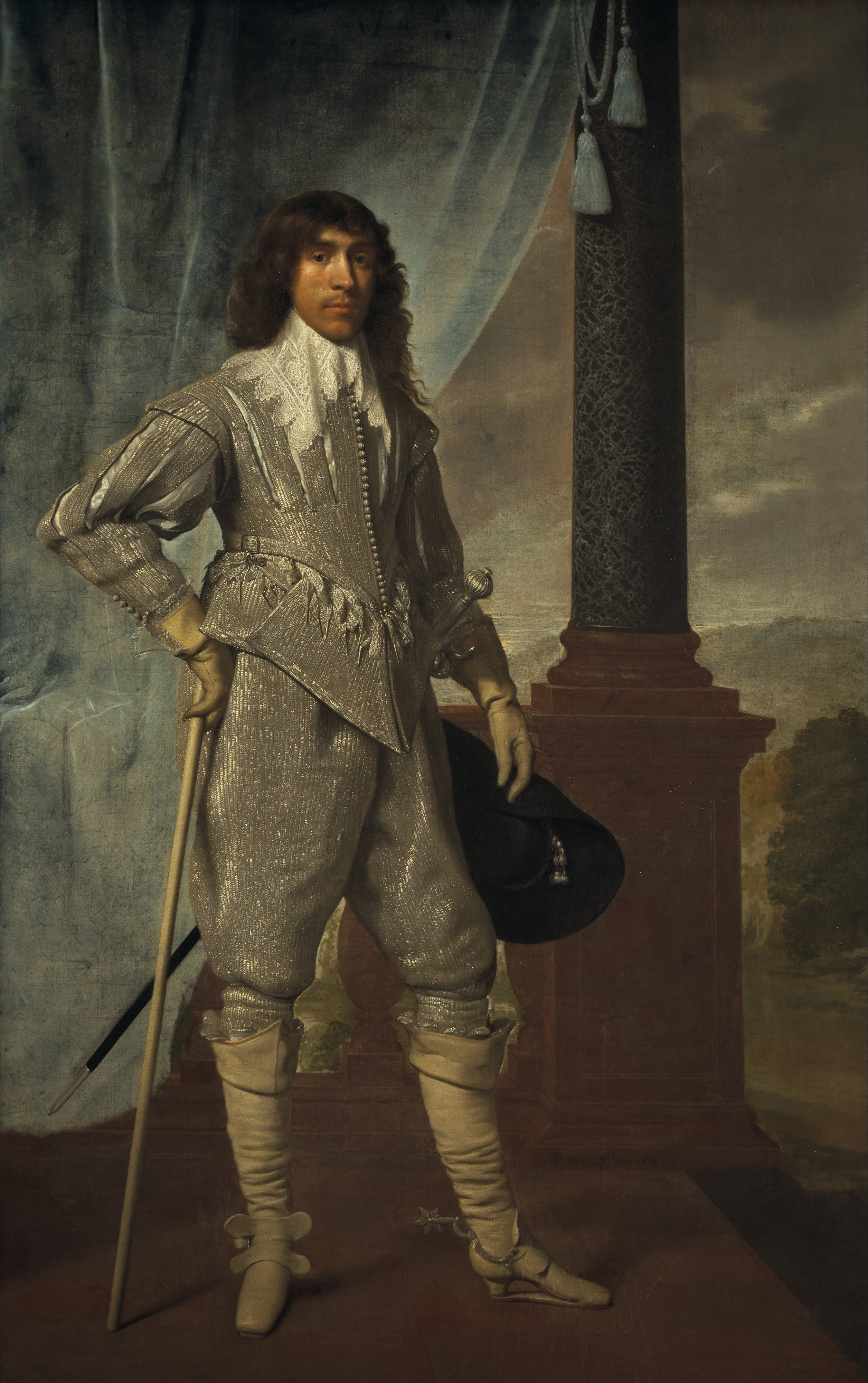
Деніел Мейтенс старший. «Маркіз Джеймс Гамільтон»
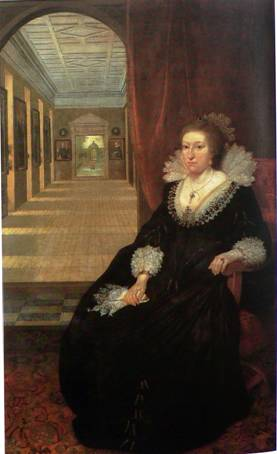
Деніел Мейтенс старший. «Алетея Говард, леді Арундел» (на тлі картинна галерея їх замку)
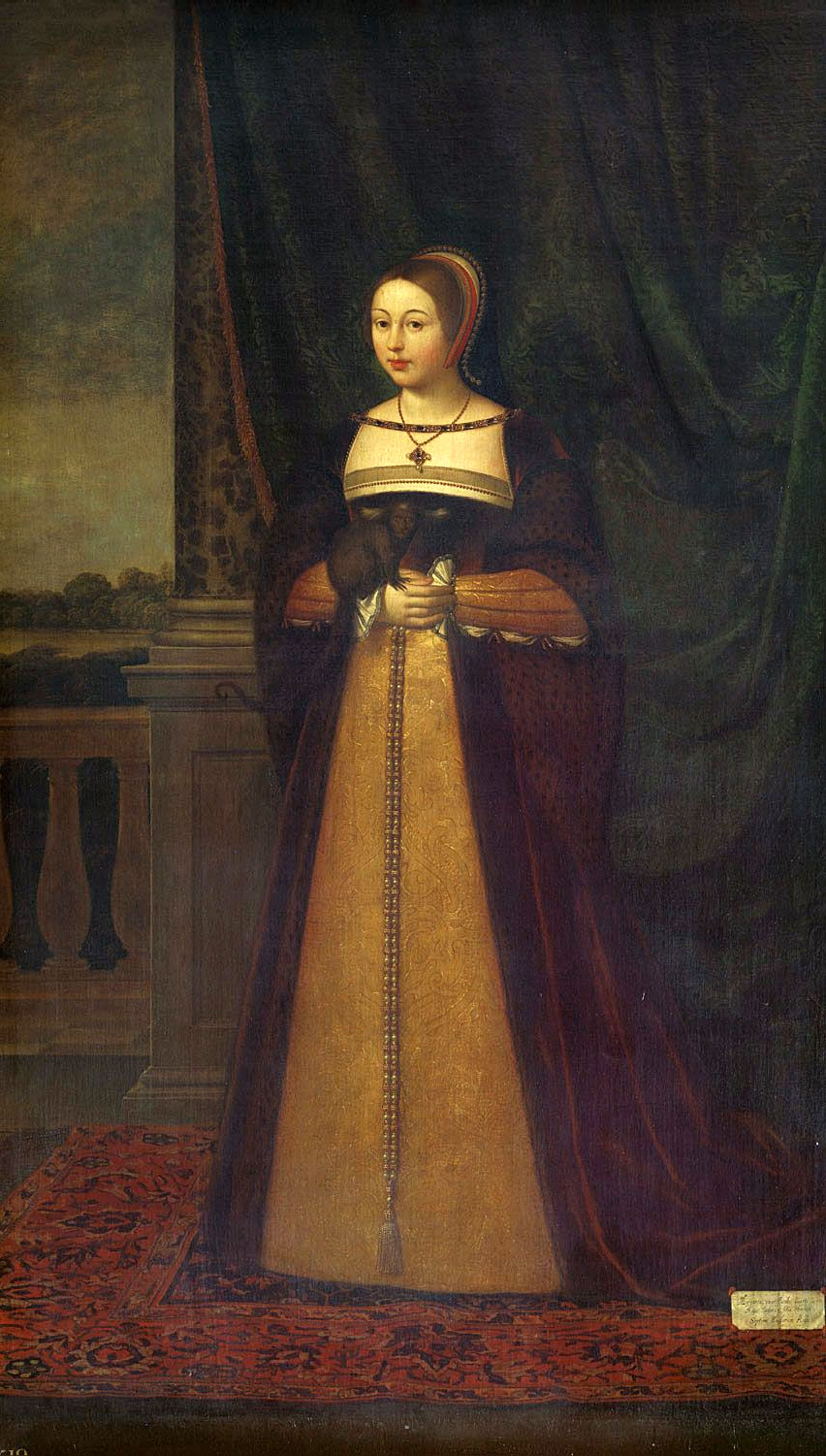
Деніел Мейтенс старший. «Маргарет Тюдор»
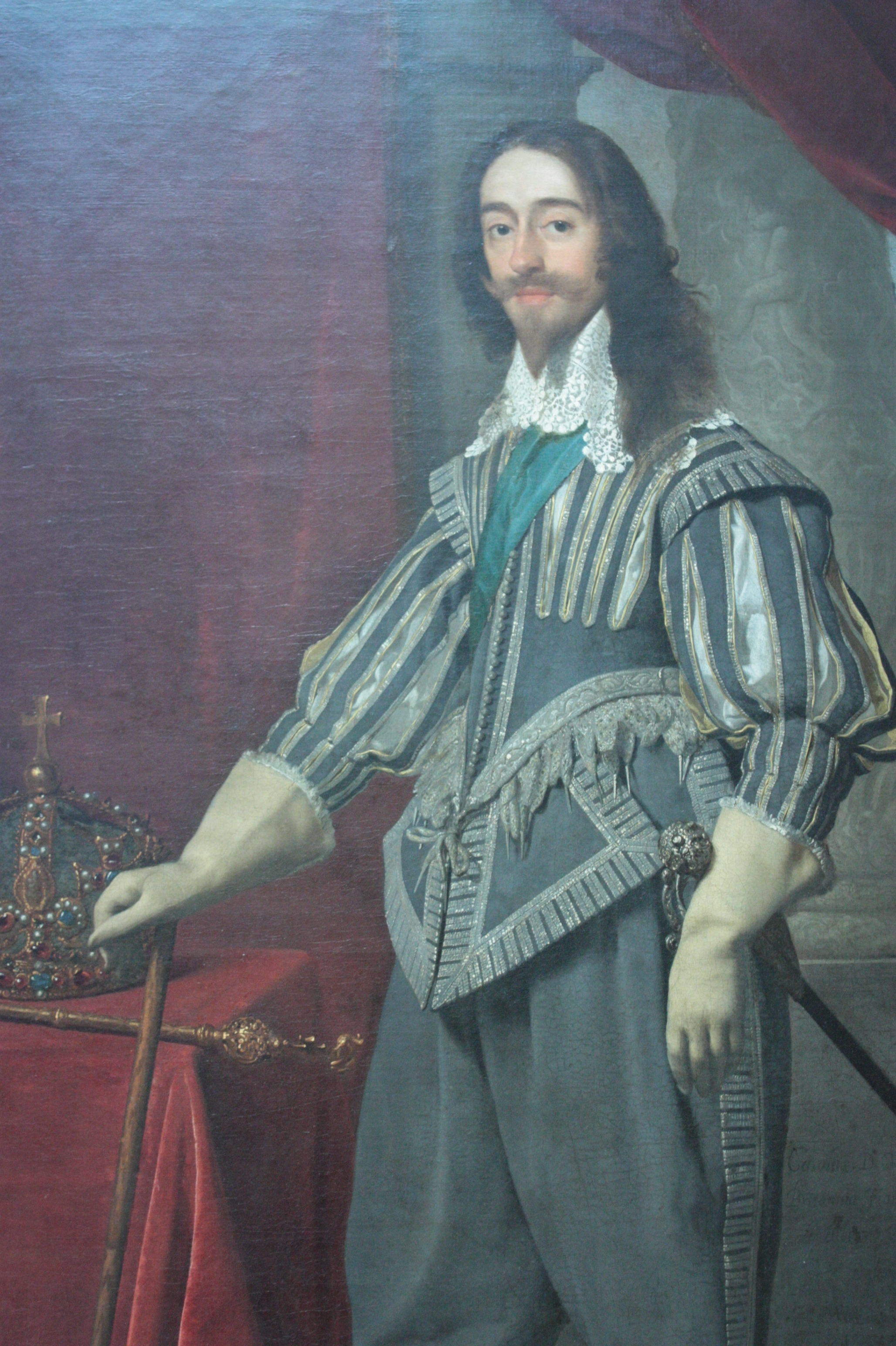
Деніел Мейтенс старший. «Король Карл І Англійський», Національна портретна галерея , Лондон.